# Монаков, Дмитрий Витальевич
Дмитрий Витальевич Монаков (укр. Дмитро Віталійович Монаков; 17 февраля 1963, Киев, Украинская ССР, СССР — 21 ноября 2007, там же) — советский и украинский стрелок (траншейный стенд), олимпийский чемпион 1988 года в трапе, заслуженный мастер спорта СССР (1987). Кавалер ордена «Знак Почёта» (1989).
Он становился чемпионом мира, а также вице-чемпионом мира в 1987 году в составе сборной СССР и в 1994 году в составе сборной Украины.
В 1985 году закончил Киевский государственный институт физической культуры. Работал тренером, среди учеников — Виктория Чуйко. Женат, дочь Виктория.
Дмитрий Монаков скончался 21 ноября 2007 года от проблем с тромбом.
Похоронен на Берковецком кладбище. На доме, где жил Монаков (Киев, ул. Панаса Мирного, 7а), установлена мемориальная доска. Ежегодно проводятся соревнования по стендовой стрельбе (Мемориал Дмитрия Монакова).